# 大日向小学校・中学校
大日向小学校・中学校（おおひなたしょうがっこう・ちゅうがっこう）は、長野県南佐久郡佐久穂町に開校した小学校・中学校。
「誰もが、豊かに、そして幸せに生きることのできる世界をつくる。」という建学の精神のもと、2019年4月（中学校は2022年4月）に開校。

## 概要

### 建学の精神
大日向小学校・中学校では「誰もが、豊かに、そして幸せに生きることのできる世界をつくる。」を建学の精神として掲げている。これは、すべての人が「個」として大切にされ、それぞれの違いを認め合い、互いに協働することを通して世界平和に貢献する、自由と責任のある共同体を作っていくという思いがこめられている。
「自立する」「共に生きる」「世界に目を向ける」の３つを「大切なこと」としている。

### イエナプラン教育について
イエナプラン教育のコンセプトは、人間について・社会について・学校について記された「20の原則」として語られている。
それに伴ったカリキュラムについては後述する。

## 施設について

### リノベーション
旧・佐久東小学校をリノベーションし、校舎として利用している。設計等は、UDS株式会社が担った。
校舎3階は、旧・佐久東小学校時代に作られたままとなっており、例えば理科室にあるプラネタリウムドームはそのまま利用されている。

## 沿革

### 2017年
- 2月　長野県南佐久郡佐久穂町にて学校設立に関する町民説明会を2回開催[2]。
- 3月27日　「一般財団法人佐久穂町イエナプランスクール設立準備財団」設立。代表に中川綾が就任[3]。
- 8月　学校体験プログラム「季節のがっこう」の第1回目を「夏のがっこう」と題して開催。大人と子ども合わせて120人以上が参加[4]。
- 11月　佐久穂町が町立佐久東小学校（2012年に佐久中央小学校に統合）跡地を準備財団に譲渡[5]。
- 12月3日　地域住民とのワークショップの結果、法人名を「学校法人 茂来学園」、学校名を「大日向小学校」、通称「しなのイエナプラン スクール」と決定[6]。

### 2018年
- 12月25日　学校法人茂来学園の設立と大日向小学校の設置について、長野県知事より認可[7]。

### 2019年
- 2月16日　開校に関する町民説明会開催[8]。。
- 4月1日　学校法人茂来学園 大日向小学校開校[9]。校長に桑原昌之が就任[10]。
- 4月10日　「入学を祝う会」を開催[11]。
- 4月26日　日本イエナプラン教育協会より、イエナプランスクールとして認定[12]。
- 4月27日　「開校を祝う会」を開催[13]。
- 6月1日　地域住民と大日向小学校の児童・保護者・教職員とが共につくる「大日向運動会」を開催[14]
- 10月15日、17日　台風19号の影響で臨時休校[15]。18日に学校再開[16]。

### 2020年
- 3月2日～19日　新型コロナウイルスの感染拡大防止のための臨時休業を開始（3月20日から春休み期間）[17]。
- 4月1日　大日向小学校内に「大日向中等部」（フリースクール）を設置。4月8日に予定されていた「入学を祝う会」は、新型コロナウイルスの感染拡大防止のため延期。4月8日から児童生徒は校舎に登校せず、完全オンライン授業とした[18]。当初は4月20日から登校開始の予定だったが、5月15日まで休業期間（オンライン学習）が延長、5月18日からファミリーグループ（クラス）ごとに週1回の分散登校を開始した[19]。
- 6月15日　通常登校を開始[20]。
- 8月31日　延期されていた「入学を祝う会」と「二学期はじまりの会」を同時に開催[21]。

### 2021年
- 7月31日　桑原昌之が、一身上の都合により校長職および本学園理事職を退任[22]。
- 8月18日　茂来学園理事長 中正雄一が校長に就任[23]。
- 10月28日　大日向中学校の設置について長野県知事より認可[24]。

### 2022年
- 1月31日　新型コロナウイルスの感染拡大防止のための分散登校開始[25]。当初は2月18日までの予定だったが、3月4日まで延長された。
- 3月31日　中川綾が理事職を退任[26]。
- 4月1日　大日向小学校の校長に久保礼子が就任[27]。
- 4月1日　大日向中学校開校。校長に長沼豊が就任[28]。
- 5月20日　「大日向中学校の開校を祝う会」開催[29]。
- 11月3日　開校前に旧佐久東小学校を会場に行われていた「大日向収穫祭」を前身とする地域の人々との交流会「大日向交流会」を初めて実施[30]。

### 2023年
- 6月1日　大日向中学校が、日本イエナプラン教育協会より日本では3校目、中学校としては初の「日本イエナプランスクール」として認定[31]。

### 学校名の由来
法人名「茂来学園」、学校名「大日向小学校」、通称「しなのイエナプランスクール」は、開校準備中の2017年12月3日に地域住民30名ほどが参加したワークショップを経て決められた。地域の象徴、八ヶ岳山嶺のひとつ、茂来山（もらいさん）と、地区の名称「大日向（おおひなた）」に由来する。

### 関わる人（理事、学校長など）
2023年4月1日付
- 理事

麻雅幸（重任）
久保健太（新任）
久保礼子（大日向小学校 校長／重任）
塚原諒（新任）
中正雄一（理事長／重任）
長尾彰（重任）

長沼豊（大日向中学校 校長／重任）
松本 京子（新任）
- 監事

西尾伸介（新任）
古内 耕太郎（重任）

## カリキュラム
大日向小・中学校では、イエナプラン教育を基盤としてカリキュラムがつくられており、対話・遊び・学習・催しの4つの活動のサイクルで構成される。

### 異学年クラス
2023年度時点で大日向小では下学年（1・2年生）・中学年（3・4年生）・高学年（5・6年生）の2学年1クラス、中学校では、３学年２クラスの異学年混在の学級構成を採用している。

### グループリーダー
クラスの担任は「グループリーダー」と呼ばれ１クラスを２ないし３人で担当する。

### 時間割
大日向小学校での一日のスケジュールを示す一例。（画像をつける） 
学校での一日は「サークル（対話）」から始まる。この時間は、生徒たちが輪となって座り、テーマ（週末あったこと、クラスでの出来事など）について話す。
「ブロックアワー」は、学習の時間であり、一般的な学校での科目の授業時間に相当する。教員から示された課題に対して、生徒は自ら学習計画を立て、主体的に学習を進める。
図は教室のレイアウトを示す例。（画像をつける）
学習の時間においては自席に座る必要はなく、各生徒の個性・裁量に応じた学習のスタイルが認められている。
午後は「ワールドオリエンテーション」という時間が設けられる。これは「イエナプランのハート」として、教育活動の中核に位置づけられる総合的な学びの時間である。実際の世界で起きていることに対して、生徒たちが持つ疑問や興味のあることをテーマとし、強化学習で学んだ事を活用して探求的に学習を行う。
一日の終わりには、再度「サークル対話」を行い、その日の学びについて振り返りを行う。

### 催し
週末や学期末、年末には「催し」が行われる。これは、生徒たちがその期間で学んだことや感じたことを発表し、他の生徒や教員と感情を共有する場である。

## 行事
学校で行われる行事（運動会、校外学習、入学式、卒業式など）は、その多くで生徒の発案に基づいて行われている。

## 関連施設・事業・団体

### 学童クラブひなたぼっこ
2019年開校の年、大日向らしい学童の必要性を感じた保護者から立ち上がった、民間の「学童クラブ  ひなたぼっこ」。大日向小学校の属する『茂来学園』とは、別の運営団体。
民間学童のため、保護者の就労の有無には関係なく利用が可能で有料となる。
主なスタッフは保護者から手が挙がったメンバーとなるが、毎月のミーティングや講習なども実施している。
スタッフとは別にゲストサポーターとして地域の方を巻き込みながら、里山遊びや習い事など子どもが伸び伸びと活動できかつ、安心して過ごすことができる子どもの居場所として活動中。公式な情報は、一般には公開していない。

### 大日向食堂
学校のリノベーションを行ったUDS株式会社が運営している。管理栄養士が常駐し、「学校ごはん」を児童・生徒・スタッフに提供している。「出会う」「選ぶ」「つくる」の3つのことを大切にし、笑顔があつまる大日向食堂を目指し運営されている。近隣の農家さん、学校でとれた野菜、地域のものをつかっている。
既存の食堂をそのまま活かし、厨房の様子が見えやすくなるように改修し、開放的な空間となっている。